# المدرسة الألمانية السويسرية الدولية
المدرسة الألمانية السويسرية الدولية هي مدرسة دولية خاصة تقع في هونغ كونغ، الصين.

## الروابط الخارجية
1. ↑  McCormick, Christy. "German language is an educational spur." جريدة جنوب الصين الصباحية. نسخة محفوظة 15 مارس 2018 على موقع واي باك مشين.

- School website
- Index of articles